# WXGA
WXGA (англ. Wide XGA) — набор нестандартных разрешений дисплеев, получившийся из стандарта XGA путём расширения его в широкоформатный экран. Обычно под WXGA понимают разрешение 1366×768 (HD ready), с соотношением сторон 16:9, максимально подходящим для просмотра кинофильмов. 
В 2006 году это разрешение наиболее часто использовалось в ЖК-телевизорах и HD-совместимых плазменных панелях.
Сюда же относят ряд разрешений дисплеев с соотношением сторон 16:10, созданным в качестве компромисса между классическими и широкоформатными дисплеями: при просмотре кинофильмов на таком экране снизу и сверху остаются небольшие пустые поля, но в то же время при работе в соотношении сторон 4:3 поля слева и справа оказываются меньше, чем на экране с соотношением сторон 16:9.
Широкоформатные разрешения, начиная от 1280×720 и заканчивая 1920×1080, также принадлежат к W*XGA группе где "*" может означать уточнение широкоформатного разрешения например U (WUXGA 1920×1080).
Наиболее распространенные WXGA разрешения (в возрастающем порядке по общему числу пикселей):
- 1280×720
- 1280×768
- 1280×800
- 1360×768
- 1366×768
- 1440×900
- 1600×900
- 1680×1050
- 1920×1080

WXGA широко используется в LCD телевизорах и мониторах для широкоэкранных презентаций. Разрешения 1366×nnn чаще применяются в LCD телевизорах и ноутбуках, в то время как разрешения 1280×nnn более часто применяются в смартфонах и планшетах.
1280×720 выдает точные квадратные пиксели при соотношении сторон 16:9, в то время как дополнительные пиксели в разрешениях 1280×768 и 1280×800 должны быть игнорированы, чтобы выдать разрешение 16:9 без вертикальных полос на изображении.
Разрешения 1360×768 и 1366×768 имеют соотношения сторон, очень близкие к 16:9. При разрешении 1360×768 получаются полностью квадратные пиксели.
720p, видеорежим HDTV, относительный стандарт, означающий разрешение 1280×720 пикселей.
Дисплеи с разрешением 1440×900 и выше также маркируются как WXGA, однако, на самом деле корректнее обозначать их как WSXGA или WXGA+.